# Абатство Планкстетен
Абатство Планкстетен (на немски: Kloster Plankstetten, Benediktinerabtei Plankstetten) е бенедиктински манастир в Бавария, Германия, разположен между между градовете Берхинг и Байлнгрис.

## История
Абатство Планкстетен е основано през 1129 г. от епископите на Айхщет. От това време е оцеляла крипта в романски стил.
През 15 век абатството е реформирано от абат Улрих IV Дюрнер (1461-94), който основава и манастирската пивоварна. Абатството претърпява сериозни разрушения по време на германската Селска война (1525) и отново през Тридесетгодишната война (1618-48).
Основните манастирски сгради в бароков стил са изградени в края на ХVІІ век и началото на ХVІІІ век: входната порта, приемна зала, трапезария, ъгловата кула към вътрешния двор, нова пивоварна (сега превърната в библиотека) и др.
През 1806 г. в хода на общата секуларизация на Бавария, абатството е разпуснато, а сградите и имотите му са продадени на търг.
Още през 1856 г. се предприемат опити да се възстанови абатството, но те са неуспешни, поради отказа на държавните органи да дадат необходимото съгласие за това.
Най-накрая, през 1904 г., благодарение на финансовата подкрепа на барон фон Крамер-Клет, обителта е възстановена, първаночално като приорат на абатство Шайарн (Scheyern), за да възстанови отново статута си на самостоятелно абатство през 1917 г.
През 1907 г. в абатството е открито селскостопанско училище, което е затворено от националсоциалистите през 1934 г.
През 1958 г. в манастира е открито реално училище с пансион, което е затворено през 1988 г.
Понастоящем в абатството функционират център за обучение, манастирски магазин, ферма, детска разсадник, месарница и пекарна, които произвеждат биохрани и продукти от 1994 г. насам. Пансионът към абатството сега се използва като къща за гости. В съответствие със стари манастирски рецепти пиваварната Riedenburger вари био бира с марката Plankstetten.